# Karsten Hoydal
Karsten Hoydal, född 28 mars 1912 i Hoydal, Torshamn, död 4 april 1990 var en färöisk författare och politiker.
Hoydal debuterade år 1946 och skrev därefter tre diktsamlingar utgivna i Teinur og tal (Väg och språk) år 1972. Han skrev även prosaböckerna Leikapettið (Krukskärvor) år 1971 och Heðin, Marjun og tjøldini (Hedin, Marjun och strandskatorna) år 1979. Dikterna karakteriseras av en ny naturmetaforik och en kritisk hållning till både natur och vetenskap. Denna litteraturen var en viktig del av den färöiska litteraturen under tiden som kom direkt efter andra världskriget. 
Karsten var även en betydande kulturpersonlighet, han översatte och skrev om både konst och litteratur samt arbetade politiskt i det färöiska Lagtinget mellan 1963 och 1967.
Karstens dotter Annika Hoydal är även en känd färöisk sångerska och sonen Gunnar Hoydal är en känd författare. Hans barnbarn Høgni Hoydal är en av Färöarnas mest kända politiker. 

## Priser och utmärkelser
- Färöarnas litteraturpris 1961 och 1988